# サーカス物語
『サーカス物語』（サーカスものがたり、Das Gauklermärchen）は、ドイツの作家ミヒャエル・エンデの、戯曲形式によるサーカス一座の物語である。1982年刊行。劇中劇としての劇とは別にもう1つの話がある。8人のサーカス団の会話などが台詞形式で書かれている。そして8人は劇を始める。日本語版は矢川澄子の訳により司修の挿絵を添えて岩波書店から1984年に発行された。

## 登場人物
- エリ - 知恵遅れの女の子。お話（劇）の中では王女。
- ジョジョ - サーカスのピエロ。
- ヴィルマ - 曲打ちと手裏剣使い。
- ピポ - アクロバットの曲芸師。サーカスの座長。
- ローラ - 綱渡りの女。
- ユスフ - 手品師。火喰い男。
- ブッフ - 腹話術の人形使い。
- オトカール - ブッフが持つ人形。
- カロファイン - エリ王女に仕える魔法の鏡。
- アングラマイン - 大蜘蛛。またのすがたは、スメラルダと言う緑衣の婦人。

## 日本語訳
- 『サーカス物語』岩波書店、1984年 ISBN 978-4001109870